# Charles Cheruiyot
Charles Cheruiyot (4 agosto 1988) è un ex mezzofondista ed ex maratoneta keniota.

## Palmarès
| Anno | Manifestazione          | Sede      | Evento        | Risultato | Prestazione | Note                          |
| ---- | ----------------------- | --------- | ------------- | --------- | ----------- | ----------------------------- |
| 2014 | Africani                | Marrakech | 10000 m piani | 8º        | 28'47"08    |                               |
| 2014 | Giochi del Commonwealth | Glasgow   | 10000 m piani | 5º        | 27'59"91    | Miglior prestazione personale |

## Campionati nazionali
2012
- 5º ai campionati kenioti, 10000 m piani - 28'22"72

2013
- 9º ai campionati kenioti, 10000 m piani - 28'30"7

2014
- Bronzo ai campionati kenioti, 10000 m piani - 28'07"5

## Altre competizioni internazionali
2013
- 15º alla Maratona di Amsterdam ( Amsterdam) - 2h14'33"
- Argento alla Parelloop ( Brunssum) - 28'05"

2014
- 7º alla Maratona di Lubiana ( Lubiana) - 2h14'54"
- 15º alla Maratona di Varsavia ( Varsavia) - 2h17'44"

2015
- 4º alla Maratona internazionale della pace ( Košice) - 2h11'30"
- Argento alla Maratona di Marsiglia ( Marsiglia) - 2h21'48"
- Bronzo alla Mezza maratona di Amburgo ( Amburgo) - 1h01'57"

2016
- Argento alla Maratona di Vienna ( Vienna) - 2h10'09"